# شیرین (فیلم ۱۹۹۲)
شیرین (به هندی: Mashooq) فیلمی محصول سال ۱۹۹۲ و به کارگردانی میرزا برادر است. در این فیلم بازیگرانی همچون ایوب خان، عایشا جولکا، تابو، راضا مراد، پران، کیران کومار و بینا بانرجی ایفای نقش کرده‌اند.